# Chilomycterus schoepfii
Chilomycterus schoepfii es una especie de peces de la familia Diodontidae en el orden de los Tetraodontiformes.

## Morfología
Los machos pueden llegar alcanzar los 27,9 cm de longitud total y 630 g de peso.

## Hábitat
Es un pez de mar de clima tropical y asociado a los  arrecifes de coral.

## Distribución geográfica
Se encuentra desde Nueva Escocia (el Canadá), Maine (los Estados Unidos), las Bahamas y el norte del Golfo de México hasta el Brasil.